# Saint-Maximin-la-Sainte-Baume (tổng)
Tổng Saint-Maximin-la-Sainte-Baume là một tổng thuộc tỉnh Var trong vùng Provence-Alpes-Côte d'Azur.

## Địa lý
Tổng này được tổ chức xung quanh Saint-Maximin-la-Sainte-Baume trong quận Brignoles. Cao độ vùng này từ 239 m (Pourrières) đến 1 148 m (Plan-d'Aups-Sainte-Baume) với độ cao trung bình 385 m.

## Các xã
Tổng Saint-Maximin-la-Sainte-Baume gồm 8 xã với dân số tổng cộng 26 924 người (điều tra dân số năm 1999, dân số không tính trùng).
| Xã                            | Dân số | Mã bưu chính | Mã insee |
| ----------------------------- | ------ | ------------ | -------- |
| Nans-les-Pins                 | 3 159  | 83860        | 83087    |
| Ollières                      | 446    | 83470        | 83089    |
| Plan-d'Aups-Sainte-Baume      | 764    | 83640        | 83093    |
| Pourcieux                     | 921    | 83470        | 83096    |
| Pourrières                    | 3 985  | 83910        | 83097    |
| Rougiers                      | 1 063  | 83170        | 83110    |
| Saint-Maximin-la-Sainte-Baume | 12 402 | 83470        | 83116    |
| Saint-Zacharie                | 4 184  | 83640        | 83120    |

## Thông tin nhân khẩu
| 1962                                                     | 1968  | 1975  | 1982   | 1990   | 1999   |
| -------------------------------------------------------- | ----- | ----- | ------ | ------ | ------ |
| 6 850                                                    | 7 627 | 8 886 | 12 158 | 19 987 | 26 924 |
| Nombre retenu à partir de 1962 : dân số không tính trùng |       |       |        |        |        |